# ترویلاچ
ترویلاچ (به فرانسوی: Trévillach) یک کمون در فرانسه است که در Canton of Sournia واقع شده‌است.

## خصوصیات
ترویلاچ ۱۷٫۲۴ کیلومترمربع مساحت و ۱۰۸ نفر جمعیت دارد و ۴۸۶ متر بالاتر از سطح دریا واقع شده‌است.